# Кеніел Дікенс
Ке́ніел Ді́кенс — американський баскетболіст.
У 2006-2007 роках грав в українському клубі «Черкаські мавпи».
У 2007-2008 роках виступав у команді Colorado 14ers у лізі NBDL, де заробляв 19,2 очка за гру, робив 5,2 підбирання та 1,4 передачі.